# اندیس پرواز
پرواز یک اندیس فلزی است که در حوالی شهر نکیسان استان کرمان قرار دارد و مادهٔ معدنی موجود در آن، مس است.سنگ میزبان این اندیس توف است و دیرینگی آن به دوران ائوسن می‌رسد. در این اندیس، پاراژنزهای مالاکیت، بورنیت یافت می‌شوند.